# Ancien 10e arrondissement de Paris
Pour les articles homonymes, voir 10e arrondissement de Paris et 10e arrondissement.
On désigne par ancien 10e arrondissement de Paris le dixième des douze anciens arrondissements de Paris créés en 1795 et ayant existé jusqu'en 1860, année de l'agrandissement de Paris et de la réorganisation en vingt arrondissements, par la loi du 16 juin 1859.

## Emplacement et délimitation
Le 10e arrondissement, d'une superficie de 552 ha, était composé de quatre quartiers contigus, à l'ouest de Paris, sur la rive gauche.
Il était délimité par les murs de la ville à l'ouest et au sud, la Seine et le 1er arrondissement au nord et le 11e à l'est :
- Pont Neuf
- quai Conti
- quai Malaquais
- quai Voltaire
- Seine
- barrière de la Cunette (voir no 13)
- boulevards intérieurs (actuels boulevards de Grenelle, Pasteur et de Vaugirard)
- barrière de Vaugirard (voir no 18)
- rue de Vaugirard
- rue du Regard
- rue du Cherche-Midi
- rue du Four
- rue des Boucheries (rue réunie en 1849 à la rue de l'École-de-Médecine et supprimée lors du percement du boulevard Saint-Germain, déclaré d'utilité publique en 1866)
- rue des Fossés-Saint-Germain (actuelle rue de l'Ancienne-Comédie)

Plan des 12 arrondissements de Paris entre 1795 et 1849 ; le 10e arrondissement était au sud-ouest, sur la rive gauche.

- rue Dauphine

## Historique
Le 10e arrondissement de Paris, initialement dénommé « dixième municipalité », est créé en 1795. Il regroupe quatre des 48 sections révolutionnaires délimitées en 1790 : la section des Invalides, la section de la Fontaine-de-Grenelle, la section de l'Unité et la section du Bonnet-Rouge.
Cet arrondissement subsiste jusqu'en 1860.

## Quartiers
De 1811 à 1849
De 1811 à 1849, le 10e arrondissement est divisé en quatre quartiers :
1. Le quartier de la Monnaie[note 1]
2. Le quartier Saint-Thomas-d'Aquin[note 2]
3. Le quartier du Faubourg Saint-Germain[note 3]
4. Le quartier des Invalides[note 4]

De 1850 à 1860
De 1850 à 1860, le 10e arrondissement est divisé en quatre quartiers :
1. Le quartier de la Monnaie
2. Le quartier des Ministères
3. Le quartier de Babylone
4. Le quartier des Invalides

## Administration

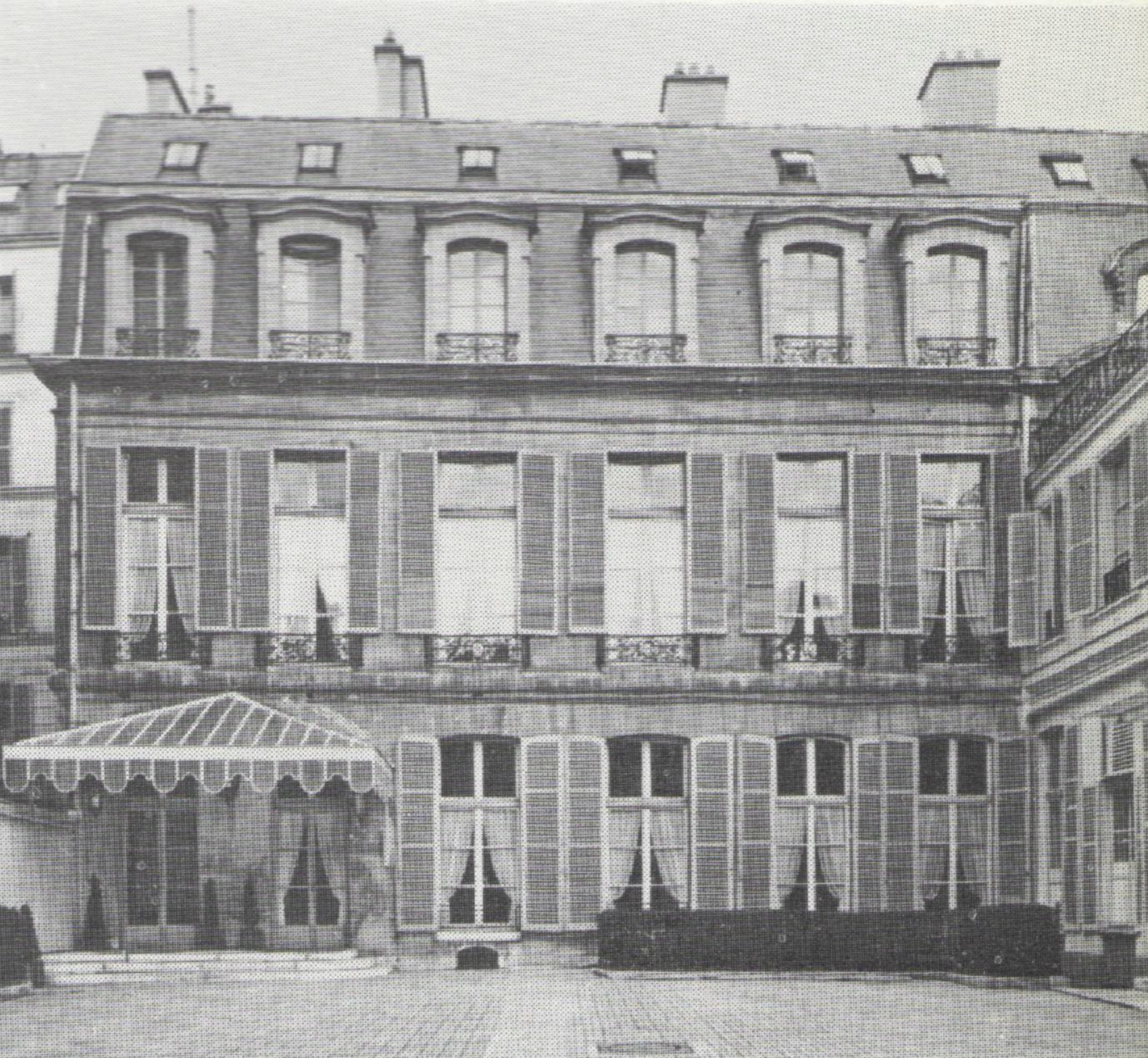
Hôtel de Poulpry. Il abrite de 1795 à 1800 la mairie du 10e arrondissement.

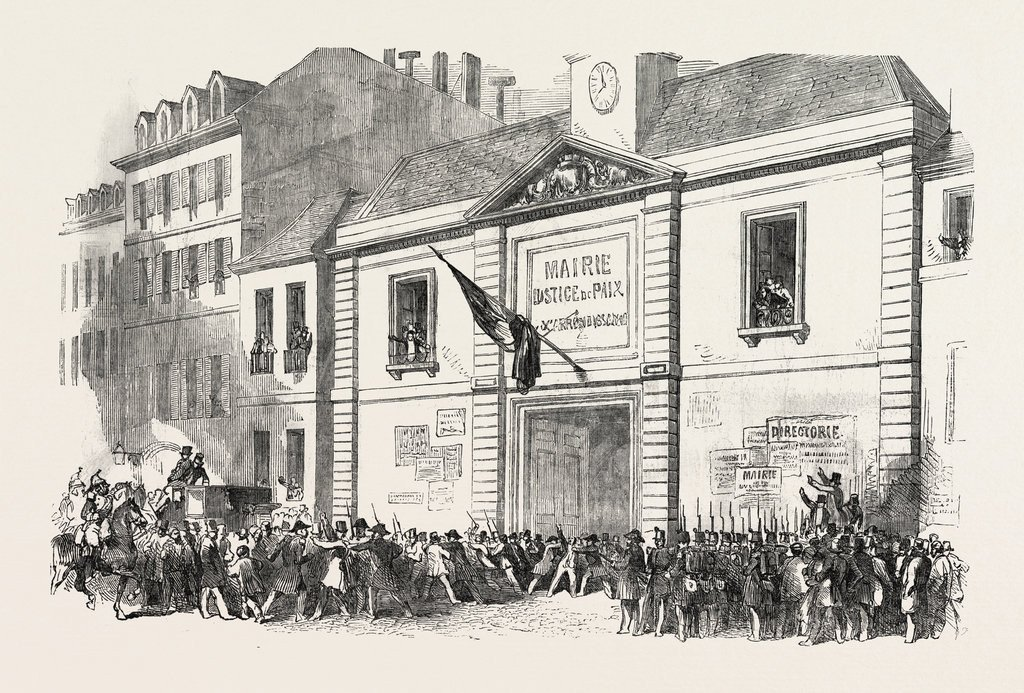
Pierre-Antoine Berryer à la fenêtre de la mairie du 10e arrondissement lors du coup d’État du 2 décembre 1851.

En 1795, l'hôtel de Poulpry est réquisitionné, après l'émigration de la marquise de Poulpry, pour y accueillir le siège de la dixième municipalité : construit en 1700, il donne à la fois sur la rue de l'Université (actuel no 66, anciennement no 374) et la rue de Poitiers (no 12). Au retour de sa propriétaire, en 1800, et à la levée du séquestre, la mairie s'installe au 238 rue Saint-Dominique (actuel no 244 du boulevard Saint-Germain), dans un hôtel construit vers 1710 par le président du Grand Conseil François Duret. L'hôtel de Conti est démoli beaucoup plus tard, en 1861.
En 1804, la mairie se situe au 13 rue de Verneuil, à l'emplacement d'une académie de manège fondée en 1720, remplacée par l'hôtel de Bouville en 1780. Celui-ci est réquisitionné en 1793 et remis à l'hospice des Incurables qui le donne en location à la municipalité de l'arrondissement jusqu'en 1834. À cette date, la mairie s'installe dans des locaux plus vastes, aux no 7–9 de la rue de Grenelle, à proximité du carrefour de la Croix-Rouge, dans un hôtel construit dans les années 1770, qui appartenait en 1834 à la veuve du général de Lespinasse. L'immeuble devient naturellement en 1860 le siège de la mairie du nouveau 7e arrondissement, avant d'être détruit lors du prolongement de la rue des Saints-Pères cinq ans plus tard.

### Maires du10earrondissement
| Période   | Identité                                |
| --------- | --------------------------------------- |
| 1795-1798 | M. Godard                               |
| 1798-1800 | M. Magendie                             |
| 1800-1801 | Armand-Joseph de Béthune duc de Charost |
| 1801-1807 | Adrien Cyprien Duquesnoy,               |
| 1808-1828 | Urbain Firmin Piault,                   |
| 1828-1830 | Antoine-Joseph Hutteau d'Origny         |
| 1830-1830 | Adrien-François Lamy                    |
| 1830-1834 | René-Nicolas Dufriche baron Desgenettes |
| 1834-1843 | Auguste Bessas-Lamégie,                 |
| 1843-1848 | Auguste-Jean-Charles Thierriet,         |
| 1848-1854 | M. Roger                                |
| 1854-1858 | Augustin Cochin                         |
| 1858-1860 | Jean Jacques Defresne                   |

## Démographie
| 1793 | 1800   | 1806 | 1816   | 1821 | 1831   |
| ---- | ------ | ---- | ------ | ---- | ------ |
| -    | 63 173 | -    | 81 133 | -    | 83 127 |

| 1836   | 1841   | 1846   | 1851    | 1856    | - |
| ------ | ------ | ------ | ------- | ------- | - |
| 89 173 | 90 242 | 98 635 | 100 114 | 122 537 | - |

## Évolution

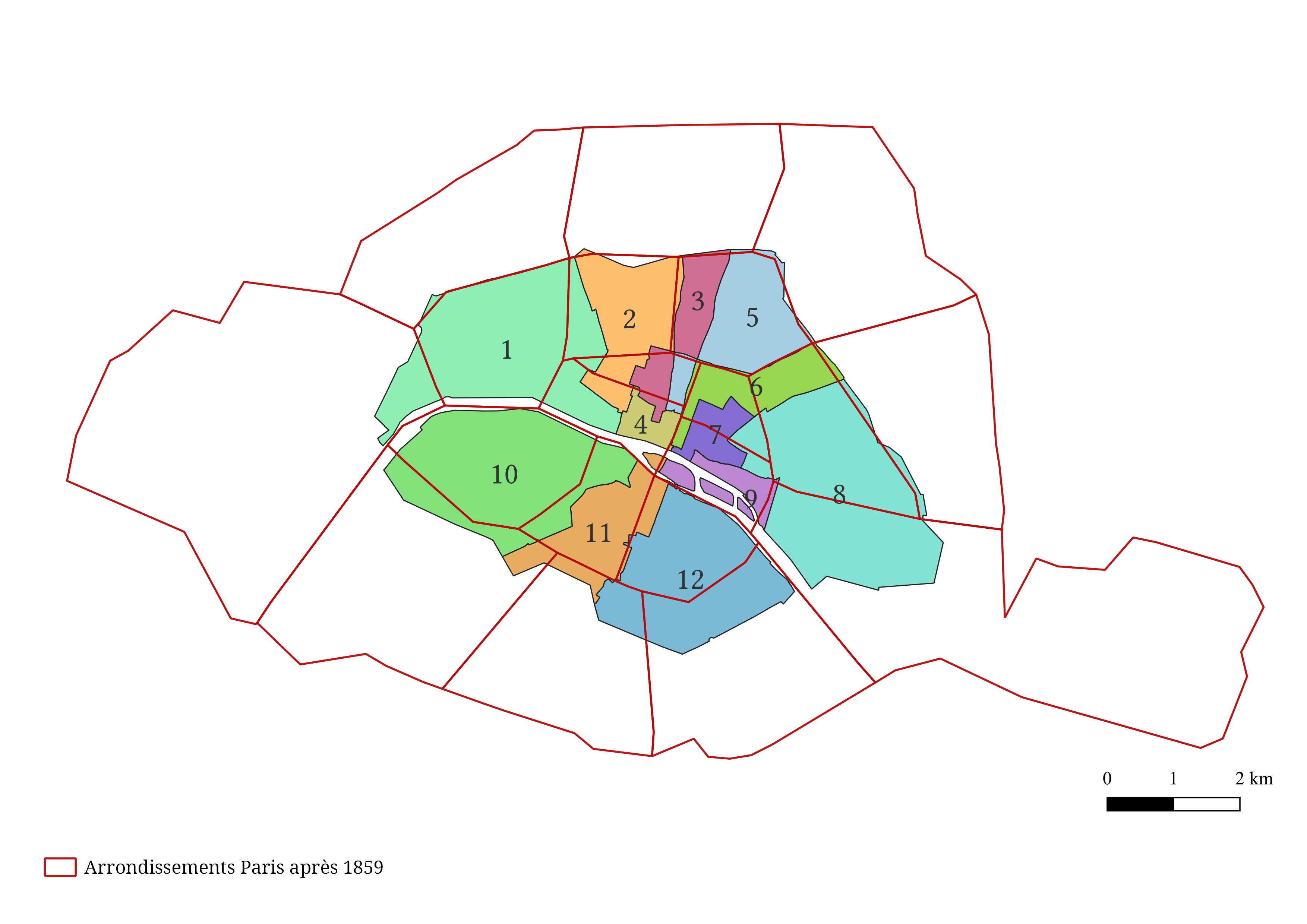
Superposition des anciens arrondissements avec les nouveaux d'après 1859 (en rouge).

En 1860, le dixième arrondissement ancien disparaît dans le cadre de l'agrandissement de Paris et de son découpage en vingt nouveaux arrondissements, en application de la loi du 16 juin 1859. Les quartiers des Invalides, des Ministères (ex Faubourg-Saint-Germain) et de Babylone (ex Saint-Thomas-d'Aquin) composent presque intégralement le nouveau 7e arrondissement ; le quartier de la Monnaie est intégré au 6e.